# Gáspár András (vezérőrnagy)

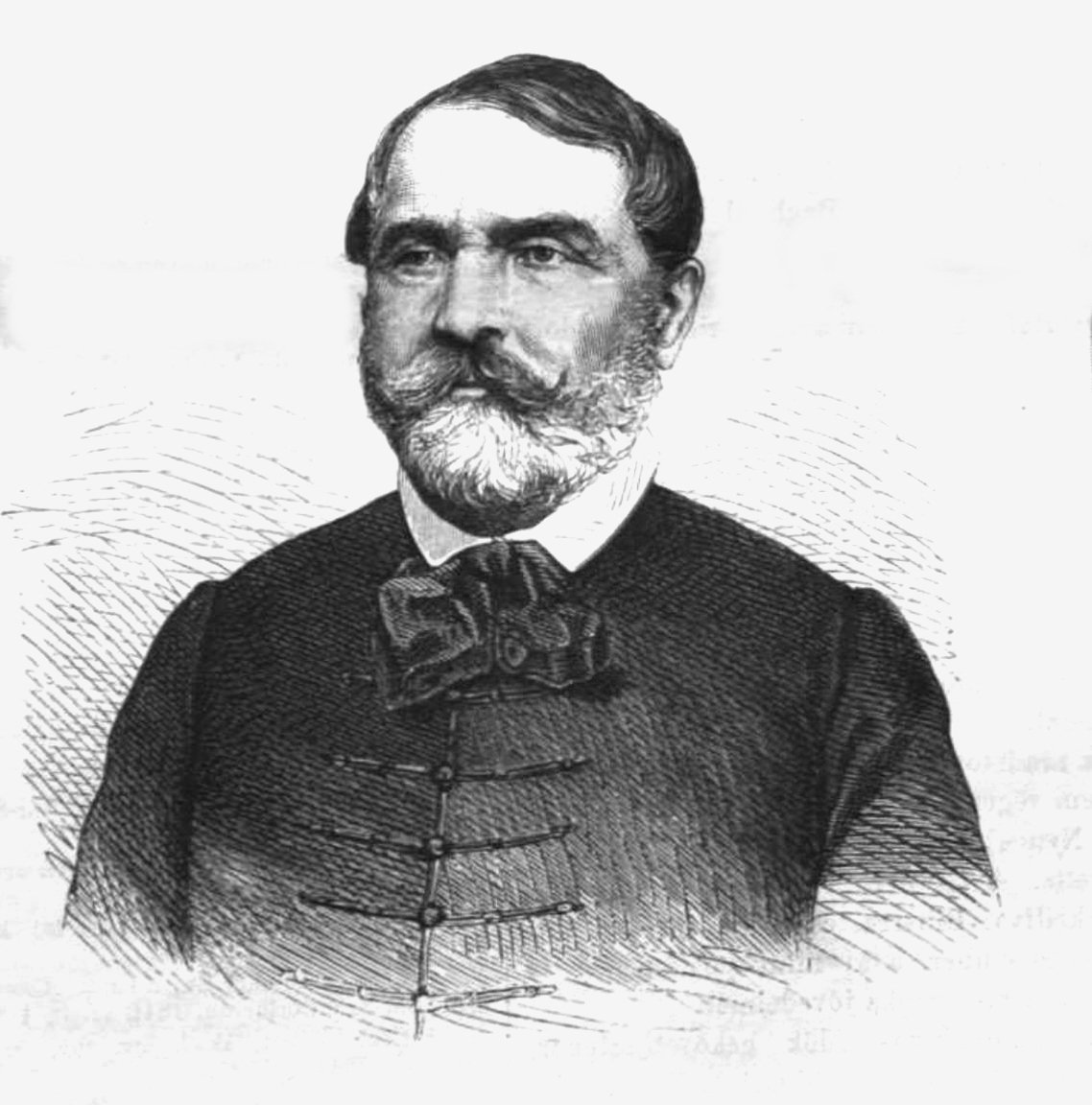
Rusz Károly metszete (1868)

Szeniczei Gáspár András (Kecskemét, 1804. november 23. – Bihar, 1884. augusztus 5.) honvéd vezérőrnagy, politikus.

## Élete
A Bihar vármegyei református nemesi származású szeniczei Gáspár családban született. Apja szeniczei Gáspár András csizmadiamester, anyja Vasváry-Csapó Zsuzsanna volt. Családjának őse Mészáros, másképp Gáspár, másképp Szeniczey Pál, és hitvese Czider Éva, 1687. május 22-én címeres nemeslevelet szerzett Lipót magyar királytól.
Szülei iparos pályára szánták, de 1821-ben tudtuk nélkül belépett a hadseregbe. Közhuszárként szolgált, majd 1831-ben kapott először tiszti rangot. 1847-ben főszázados volt a Miklós huszárezredben. 1848 júniusában Magyarországra vezényelték. Jellasics szeptember 11-ei támadásakor a Dráva vonalán szolgált. Az ozorai ütközetben kiemelkedő érdemeket szerzett, ezért október 8-án őrnaggyá léptették elő. A muraközi hadműveletekben, majd a móri ütközetben (december 30.) Perczel Mór hadtestének egyik hadosztályparancsnokaként – november végétől honvéd ezredesi rangban – vett részt. 1849. január elejétől Görgei fel-dunai hadtestében kinevezték a Miklós-huszárezred parancsnokává. Február 18-ától hadosztályparancsnok lett a fel-dunai, majd azt ebből alakult VII. hadtestnél. Alakulata harcolt a február 26–27-ei kápolnai csatában és a február 28-ai mezőkövesdi ütközetben is.
Március végén átvette az „ideiglenes fővezérré” kinevezett Görgeitől a VII. hadtest parancsnokságát. Az 1849. április 2-ai hatvani ütközetben győzelmet aratott Schlik császári altábornagy hadteste fölött, ezért vezérőrnaggyá léptették elő. Az április 6-ai isaszegi csatában nem bizonyult önálló döntésekre képes parancsnoknak, és a császári fősereg nagyrészt ennek köszönhetően kerülte el a döntő vereséget.
1849. április 24-én betegségére hivatkozva kérte felmentését, és a további harcokban már nem vett részt. Lemondásának valószínű oka a függetlenségi nyilatkozat mellett az, hogy az isaszegi csata után megrendült a bizalom hadvezéri képességeiben.
Mivel az április 14-ei Függetlenségi Nyilatkozat után már nem harcolt a császári csapatok ellen, az aradi vértanúk perében a hadbíróság „csak” tíz év várfogságra ítélte. Az aradi törvényszék egyedül őt nem végeztette ki az elfogott tábornokok közül. Élete végén erre így emlékezett: „Én napokig úgy éreztem magamat, mintha valami mocsok esett volna rajtam, hogy nem valék közöttük.” 1850-ben – Ferenc József hajdani lovaglómestereként – kegyelmet kapott.
Biharon postamester, majd 1868 és 1875 között a bihari kerület országgyűlési képviselője volt.

## Házassága és gyermekei
Felesége a nemesi származású téglási Ercsey Emília (1812–†Budapest, 1896. október 5.), akitől született:
- szeniczei Gáspár Gusztáv (1837–†Szatmár, 1871. augusztus 24.), Biharvármegye esküdtje.[7] Neje: dévai Dévay Erzsébet (†Nagyvárad, 1915. április 5.).[8]
- szeniczei Gáspár Emília (1838–†Budapest, 1907. december 7.).[9] Férje: szilvágyi Benárd Lajos (1827–†Bihar, 1885. szeptember 26.), honvédelmi minisztérium osztálytanácsosa.[10]